# The Sheriff's Brother (film 1911 Bison)
The Sheriff's Brother è un cortometraggio muto del 1911. Il nome del regista non compare nei credit.

## Produzione
Il film fu prodotto dalla Bison Motion Pictures e dalla New York Motion Picture.

## Distribuzione
Distribuito dalla Motion Picture Distributors and Sales Company, il film - un cortometraggio di una bobina - uscì nelle sale cinematografiche statunitensi il 19 settembre 1911.